# Euglossa polita
Euglossa polita är en biart som beskrevs av Adolpho Ducke 1902. Euglossa polita ingår i släktet Euglossa, tribus orkidébin, och familjen långtungebin. Inga underarter finns listade.